# Niptodes minimus
Niptodes minimus is een keversoort uit de familie klopkevers (Ptinidae). De wetenschappelijke naam van de soort werd in 1870 gepubliceerd door Lucas Friedrich Julius Dominikus von Heyden.